# (36028) 1999 NA57
1999 NA57 (asteroide 36028) é um asteroide da cintura principal. Possui uma excentricidade de 0.13518620 e uma inclinação de 13.13610º.
Este asteroide foi descoberto no dia 12 de julho de 1999 por LINEAR em Socorro.